# Lista över insjöar i Staffanstorps kommun
Detta är en lista över sjöar i Staffanstorps kommun baserad på sjöns utloppskoordinat. Om någon sjö saknas, kontrollera grannkommunens lista eller kategorin Insjöar i Staffanstorps kommun.

## Lista
| Namn         | Koordinat                                     | Sjöid         | VYID | Yta (km²) | Strandlinje (km) | Höjd (m) | Maxdjup (m) | Volym (m³) | HARO  | Natura 2000 |
| ------------ | --------------------------------------------- | ------------- | ---- | --------- | ---------------- | -------- | ----------- | ---------- | ----- | ----------- |
| Vallby mosse | 55°38′55″N 13°17′02″Ö / 55.64858°N 13.28377°Ö | 617169-134127 |      |           |                  |          |             |            | 91000 |             |
|              | 55°37′14″N 13°13′43″Ö / 55.62048°N 13.22873°Ö | 616869-133769 |      | 0,0607    | 1,02             | 8,1      |             |            | 90000 |             |
|              | 55°37′42″N 13°09′45″Ö / 55.62841°N 13.16246°Ö | 616973-133355 |      |           |                  |          |             |            | 90000 |             |